# کیبی نو ماکیبی
کیبی نو ماکیبی (به ژاپنی: 吉備 真備 Kibi no Makibi); ۱ ژانویهٔ ۰۶۹۵ – ۳ نوامبر ۰۷۷۵) فیلسوف، و سیاست‌مدار اهل ژاپن بود.